# Giluwea nigra
Giluwea nigra är en tvåvingeart som beskrevs av John Richard Vockeroth 1969. Giluwea nigra ingår i släktet Giluwea och familjen blomflugor. Inga underarter finns listade i Catalogue of Life.